# Карповська довбанка
Карповська довбанка (англ. Carpow logboat) — човен-довбанка доби пізньої бронзи приблизно 1000 р. до н. е., який був виявлений у 2001 році на півдні Шотландії в Карпов-Бенк, поблизу Абернеті в естуарії річки Тей і був розкопаний і законсервований у 2006 році. Карповська довбанка є однією із найкраще збережених доісторичних човнів-довбанок в Британії і другим за віком човном-довбанкою в Шотландії. Оригінальні залишки човна демонструються в Музеї і картинній галереї Перта.

## Опис

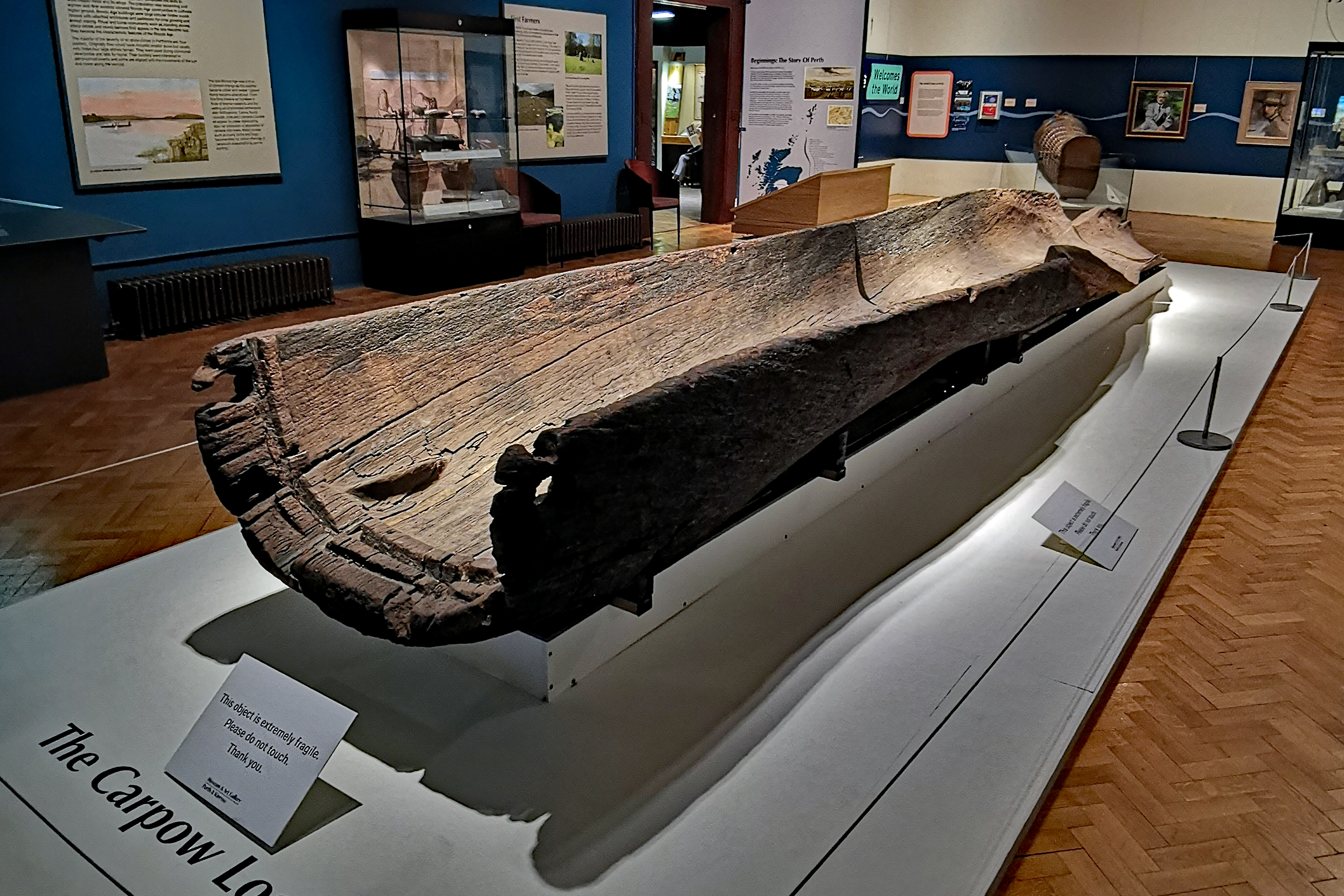
Корма карповської довбанки. Видно вирізані пази для фіксації транця

Човен був виявлений у 2001 році на півдні Шотландії в Карпов-Бенк, поблизу Абернеті в естуарії річки Тей. Перші радіовуглецеві дати визначили часовий проміжок, у якому було зроблено довбанку, між 1260 або 1130 роками та 910 роками до нашої ери. Човен, який важко було відновити в приливному мулі, виявився довжиною понад 9 метрів, зроблений із одного стовбура дуба.
Перші розслідування почалися в 2002 і 2003 роках. Під час другої розкопки на кілька хвилин показалася корма човна, яка раніше лежала у воді, і були зроблені фотографії. Виявилося, що довбанка була не тільки одним із найстаріших човнів у Шотландії, але й за рівнем його збереженості перевищив рівень інших. Після перших невеликих розкопок човен захистили від подальшої ерозії мішками з піском.

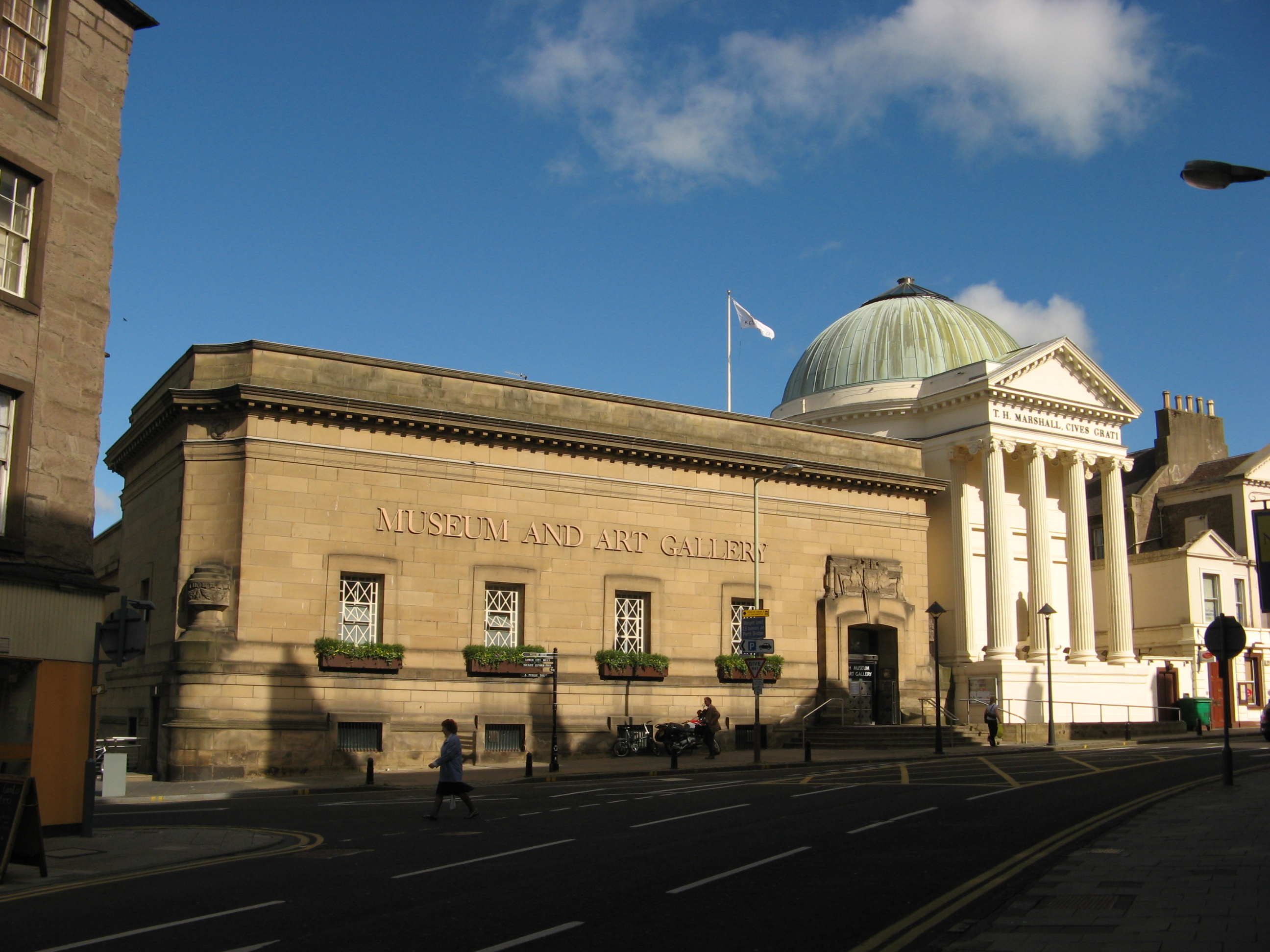
Пертський музей і картинна галерея

У 2004 році благодійний фонд Perth and Kinross Heritage Trust взяв на себе порятунок. Консервацією займався Національний музей Шотландії. Місцем постійної експозиції мав стати Пертський музей і художня галерея в Перті. Порятунок почався в 2006 році. Човен був розкопаний за 10 днів у 2006 році і потім законсервований.
У 2012 році човен прибув для експозиції до музею Перта, де його переглянули понад 80 000 відвідувачів. У 2013 році був відданий в оренду Глазго на п'ять років.

## Репліка
Щоб дослідити спосіб використання Карповської довбанки та її властивості за допомогою методів експериментальної археології, у 2009 році була створена придатна до експлуатації копія човна. Однак форма помилки невідома, оскільки її більше не було. Човен міг перевозити 14 чоловік або тонну вантажу з двома веслярами.